# Albatros Sanfordův
Albatros Sanfordův (Diomedea sanfordi) je velký druh albatrosa z rodu Diomedea, který byl původně považován za konspecifický s albatrosem královským.

## Systematika
Tento taxon popsal americký ornitolog Robert Murphy v roce 1912 jako tzv. severní variantu (anglicky The Northern form) albatrosa královského z Chathamských ostrovů. Murphy tohoto albatrosa nazval Diomedea epomophora sanfordi a v následujících desetiletích byl tento taxon považován za poddruh albatrosa královského. V roce 1998 však C. J. R. Robertson a G. B. Nunn navrhli povýšit Diomedea epomophora sanfordi na samostatný druh Diomedea sanfordi (albatros Sanfordův) kvůli některým klíčovým morfologickým odlišnostem od albatrosa královského. Toto nové rozdělení bylo přijato většinovou vědeckou komunitou v čele s BirdLife International či pracovní taxonomickou skupinou Dohody o ochraně albatrosů a buřňáků. Někteří výzkumníci (např. americký ornitolog James Clements) však nové rozdělení nepřejali a stále pracují s variantou dvou poddruhů albatrosů královských (epomophora a sanfordi).
Druhové jméno sanfordi (i české Sanfordův) odkazuje k americkému chirurgovi a amatérskému ornitologovi Leonardu Cutleru Sanfordovi.

## Popis

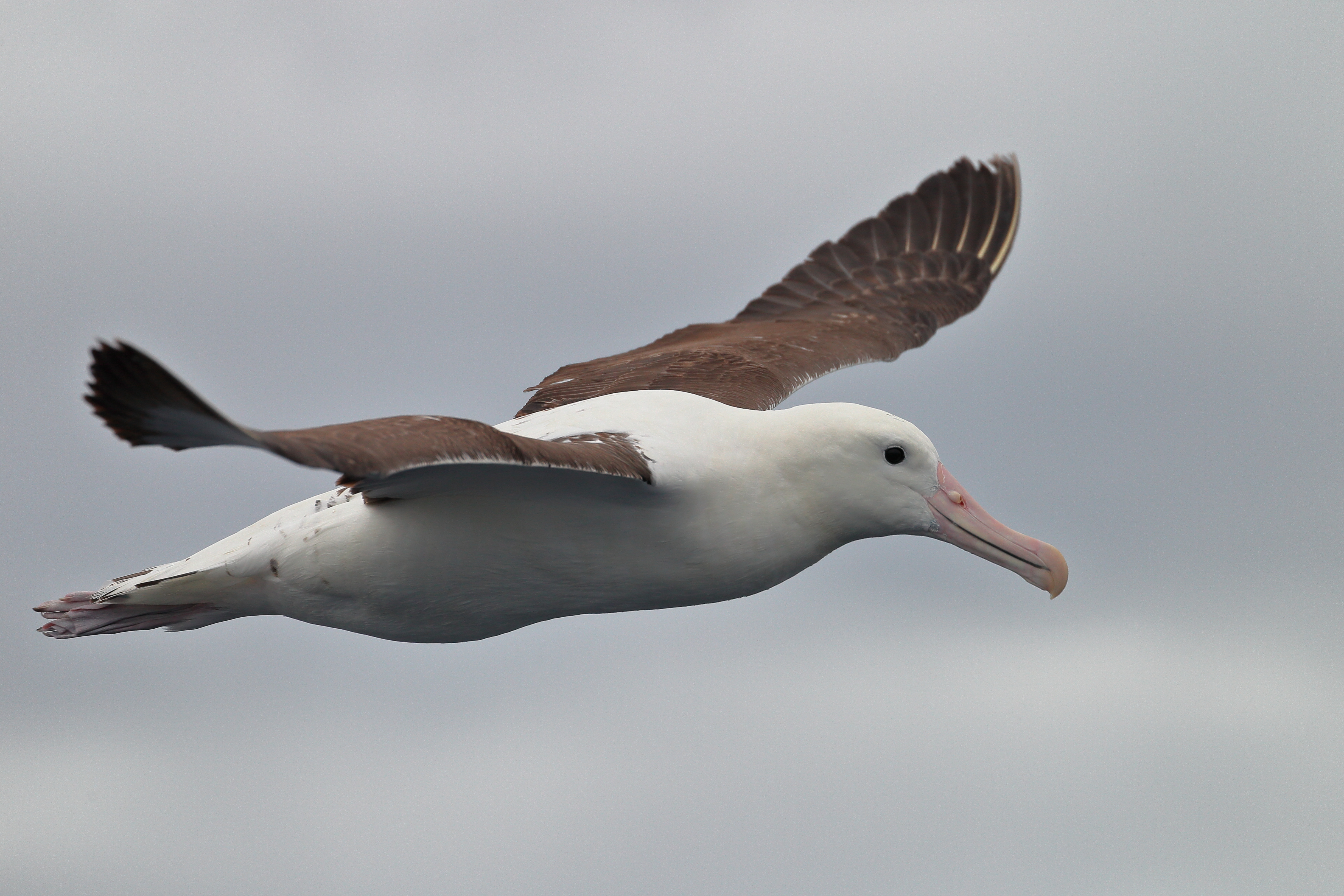
Albatros Sanfordův v letu

Délka těla albatrosa Sanfordova se pohybuje kolem 115 cm, váha kolem 9 kg, čili oproti albatrosu královskému je menší. Většina těla je čistě bílá, avšak horní strana křídel je černá. Zobák je oproti albatrosu královskému menší (155–175 mm, zobák albatrosa královského dosahuje délky 165–190 mm). Barva zobáku je světle růžová, konec krémový a okraje horní čelisti jsou černé. Nedospělí jedinci mají na zádech, bocích, korunce a ocasu husté černé skvrny, horní strana jejich křídel je černá s malými bílými skvrnkami u báze náběžné hrany.

## Rozšíření
Albatros Sanfordův hnízdí pouze na Chathamských ostrovech (konkrétně na ostrovech The Sisters a Motuhara / The Forty Fours), mysu Taiaroa v Otagu a Enderbyho ostrově (součást Aucklandových ostrovů). V době hnízdění se vyskytuje v pobřežních vodách východního Nového Zélandu, občas až v Tasmanově moři u australských břehů. Nedospělí jedinci a nehnízdící dospělci migrují k falklandksým a jihoamerickým břehům.
99 % populace hnízdí na Chathamských ostrovech. K roku 2003 se velikost této populace odhadovala na 6500–7000 párů. Na mysu Taiaroa se vyskytuje pouze asi 35 párů a na Enderbyho ostrově jednotky ptáků. Jak na mysu Taiaroa, tak na Enderbyho ostrově dochází ke křížení s albatrosem královským.

## Biologie
Krmí se se pouze na moři, kde se zaměřuje na desetiramenatce (hlavně Histioteuthis, Moroteuthopsis), potravu doplňuje rybami, korýši a salpy. Drtivou většinu potravy sbírá z povrchu hladiny, výjimečně se však může na krátko potopit do mělkých hloubek.

### Hnízdění

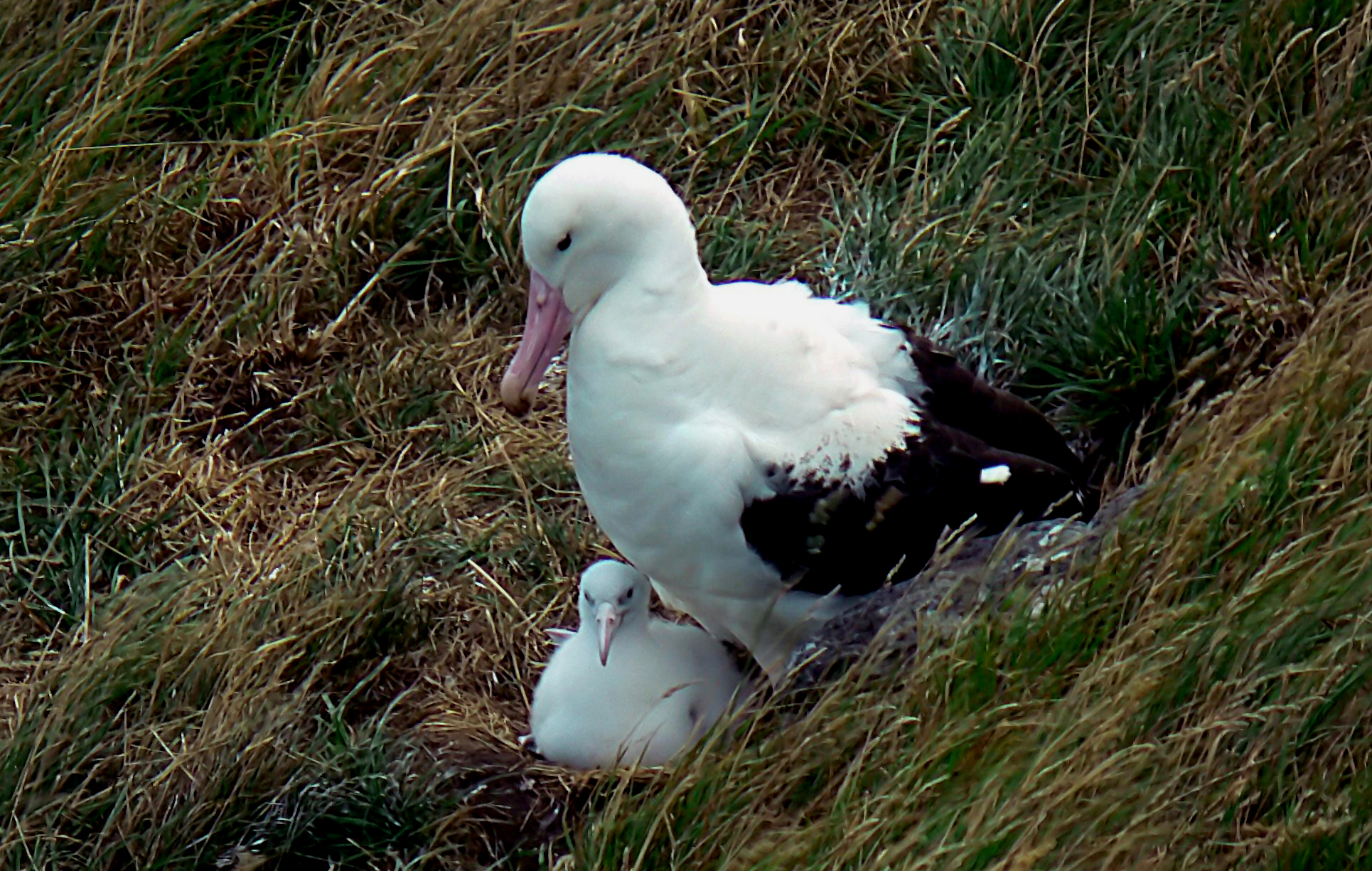
Rodič s mládětem na hnízdě

Albatros Sanfordův utváří dlouhodobé monogamní páry. Inkubaci i rodičovskou péči zajišťují oba partneři. V případě úspěšného vyvedení mláďat zahnizďují pouze jednou za dva roky, jelikož energeticky náročný hnízdní cyklus zabere takřka celý rok a albatrosi by tak neměli možnost doplnit energetické zásoby. V případě častého selhání snůšky zahnizďují již následující rok. Albatrosi Sanfordovi do kolonií dolétávají koncem září. Mezi koncem října a počátkem prosince samice naklade jedno velké bílé vejce o rozměru 124×78 mm a váze 410 g. Vejce je kladeno do mělkého důlku na 10–30 cm vysoké hromádce z trav, větviček, mechu a kapradí. Hnízda bývají umístěna v bezvětrném zákrytu, avšak typicky těsně při okraji skalní římsy nebo skály, kde dochází ke stoupavému proudění vzduchu, který těmto mohutným ptákům pomáhá vzlétnout. Inkubace trvá kolem 79 dnů. Ptáčata jsou při vyklubání obalena bílým prachem a prvních 5–6 týdnů je rodiče zahřívají, načež jsou ponechána o samotě, zatímco rodiče se rozletí na moře za potravou, avšak nadále se vrací své potomky nakrmit. K vylétnutí z hnízda dochází od poloviny srpna do listopadu, kdy je mládě 8 měsíců staré.
Následujících několik let tráví nedospělí ptáci veškerý čas na moři, načež se kolem věku 3–8 let začnou navracet do svých natálních kolonií. Poprvé zahnizďují v 6.–10. roce života. Mohou se dožít 50–60 let.

## Ohrožení
Mezinárodní svaz ochrany přírody hodnotí albatrosa Sanfordova jako ohrožený druh. Albatrosi Sanfordovi jsou zvláště náchylní nenadálým přírodním katastrofám z důvodu jejich velmi omezeného geografického výskytu. V roce 1985 Chathamské ostrovy zasáhla bouře, které silně poničila místní vegetaci a vyplavila podstatnou část dostupné půdy. Interakce s komerčními rybářskými loděmi patrně nemá na albatrosa Sanfordova takový vliv jako na některé jiné druhy albatrosů. Na mysu Taiaroa albatrosy ohrožují introdukované invazivní druhy savců (kočky, hranostaji). Na Chathamských ostrovech byly mláďata ve velkém sbírány místní obyvateli (tzv. muttonbirding); tyto aktivity v omezené míře patrně pokračují dodnes.